# Castello di Mazzarino
Il castello di Mazzarino è una fortezza sita nel comune siciliano di Mazzarino. Il castello è stato utilizzato come location della serie televisiva La piovra.

## Storia
Il castello è stato eretto in epoca normanna. La costruzione del castello ha dato impulso anche allo sviluppo urbanistico del comune.

## Descrizione
Il castello ha un'unica torre di forma cilindrica e, per via di questo elemento caratteristico, l'intera fortezza è soprannominata "u Cannuni" (il cannone). Nel corso del tempo, il castello è stato soggetto a numerose modifiche architettoniche.